# DN Андромеды
DN Андромеды (лат. DN Andromedae) — одиночная переменная звезда в созвездии Андромеды на расстоянии (вычисленном из значения параллакса) приблизительно 11537 световых лет (около 3537 парсеков) от Солнца. Видимая звёздная величина звезды — от +14,6m до +13,8m.

## Характеристики
DN Андромеды — красная пульсирующая медленная неправильная переменная звезда (LB) спектрального класса M. Эффективная температура — около 3304 K.